# Cafeosita
La cafeosita és un mineral de la classe dels sulfurs. Rep el nom pels elements que componen la seva fórmula química: calci, ferro, oxigen i sofre.

## Característiques
La cafeosita és una oxisulfosal de fórmula química Ca₄Fe²⁺₃Fe³⁺₂◻O₆S₄. Va ser aprovada com a espècie vàlida per l'Associació Mineralògica Internacional en el mes de gener de l'any 2024, i va ser publicada a la revista internacional Meteoritics & Planetary Science per Marina A. Ivanova et al. en el mes de desembre de 2024 amb el títol «Cafeosite, Ca₄Fe²⁺₃Fe³⁺₂◻O₆S₄, a new meteoritic oxysulfide, a redox indicator of metamorphic alteration of carbonaceous asteroids». Cristal·litza en el sistema ortoròmbic.
L'exemplar que va servir per a determinar l'espècie, el que es coneix com a material tipus, es troba conserva a les col·leccions de l'Institut Vernadsky de Geoquímica i Química Analítica de l'Acadèmia de Ciències de Rússia, a Moscou, amb número de catàleg: 16185.

## Formació i jaciments
Va ser descoberta al meteorit Dhofar 225, una condrita carbonatada recuperada a la governació de Dhofar, a Oman. Aquest meteorit és l'únic indret de tot el planeta on ha estat descrita aquesta espècie mineral. La cafeosita és la segona espècie descoberta a Oman després de la hapkeïta, la qual també va ser descoberta en un meteorit.